# Irem M-52
Irem M-52 es una Placa de arcade creada por Irem destinada a los salones arcade.

## Descripción
El Irem M-52 fue lanzada por Irem en 1982.
Posee un procesador Z80 de 3 MHz o 4 MHz dependiendo del juego, y el 6803 a 894.886 kHz gestiona dos chip de sonido AY-3-8910 a 894.886 kHz y 2 MSM5205 a 384 kHz.
En esta placa funcionaron 4 títulos.

## Especificaciones técnicas

### Procesador
- Z80 de 3 MHz o 4 MHz (dependiendo del título)

### Audio
- 6803 a 894.886 kHz

Chips de Audio
- - 2x AY-3-8910 a 894.886 kHz, 2x MSM5205 a 384 kHz

## Lista de videojuegos
- 10 Yard Fight / Vs 10 Yard Fight
- Moon Patrol
- Traverse USA / Zippy Race / Motorace USA
- Tropical Angel